# Helioprosopa facialis
Helioprosopa facialis là một loài ruồi trong họ Tachinidae.